# Albert II de Holstein-Rendsbourg
Albert II de Holstein  (né vers 1369 - tué le 28 septembre 1403 dans  la Dithmarse) fut comte de  Holstein-Rendsbourg de la mort de son père vers 1381/1384, jusqu'en 1397. De 1397 jusqu'à sa mort il est comte de Holstein-Segeberg

## Biographie
Albert est le fils de Henri II de Holstein et de son épouse Ingeburge de Mecklembourg-Schwerin.  Après la mort de son père son oncle Nicolas, jusqu'à son propre décès le 28 août 1397, coordonne comme membre le plus âgé de la maison de Schauenburg, la coopération entre les divers comtes qui se partagent le comté de Holstein et le comté de Schaumbourg.  Après la mort de Nicolas , Albert II et son frère ainé Gérard VI se répartissent les comtés de Holstein et de Stormarn entre eux.  Albert II chosit d'établir sa résidence à Segeberg, il prétend également à une part du duché de Schleswig, que Gérard VI a obtenu comme fief de  Olaf III de Danemark toutefois selon la loi danoise il ne bénéficie par d'une part de cette inféodation.

## Conflit et mort
Son beau-père le duc Éric IV de Saxe-Lauenbourg effectue un raid au Dithmarse qui ravive en 1402-1404 les tensions entre les habitants du Dithmarse et les comtes  de Holstein-Rendsbourg. L'origine du différend avec les communautés de fermiers libres du Dithmarse est qu'ils sont théoriquement les sujects du Prince-Archevêque de Brême, mais en fait pratiquement indépendants et ne relevant que de l'Empereur et que depuis des décennies, les comtes de Holstein-Rendsbourg tentent d'assujettir la région. Le raid mené par Éric IV a traversé les domaines d'Albert II et les paysans du Dithmarse accusent Albert II de complicité avec son beau-père alors le comte Albert II nie avoir participé au raid. La petite noblesse et ses conseillers poussent Albert II et Gérard VII à renouveler leur tentative de conquête du Dithmarse et Albert II suit leur avis avec enthousiasme. Pendant les combats au Dithmarse, il tombe de sa monture en faisant une fausse manœuvre et meurt de ses blessures.

## Union
Albert avait épousé  Agnès (morte avant 1415), une fille d'Éric IV de Saxe-Lauenbourg (mort en 1412) et de Sophie of Brunswick-Lunebourg (mort en 1416).Leur union demeure stérile.